# Chiesa di San Salvatore (Lucca)
La chiesa di San Salvatore in Mustiolo è un luogo di culto cattolico di Lucca che si trova nella piazza omonima.

## Storia e descrizione
Già esistente nel 1009, fu ricostruita nel XII secolo. Di questo edificio si conserva l'impianto planimetrico e parte dell'apparato murario in facciata e nel fianco sud, fino a un'altezza di circa due metri, mentre per il resto la struttura mostra i segni di un rifacimento in stile neomedievale del XIX secolo.
Negli architravi della porta destra in facciata e di quella del fianco è evidente la mano di Biduino (seconda metà del XII secolo); entrambi i bassorilievi recano temi connessi al culto di San Nicola.
L'interno, a tre navate su pilastri con presbiterio a terminazione rettilinea, si presenta nell'aspetto assunto dopo i restauri effettuati sotto i Borboni; la soppressione napoleonica del 1808 aveva infatti prodotto effetti devastanti.
Sulla cantoria in controfacciata si trova l'organo a canne a trasmissione meccanica e dieci registri, donato alla chiesa nel 1843.

## Altre immagini

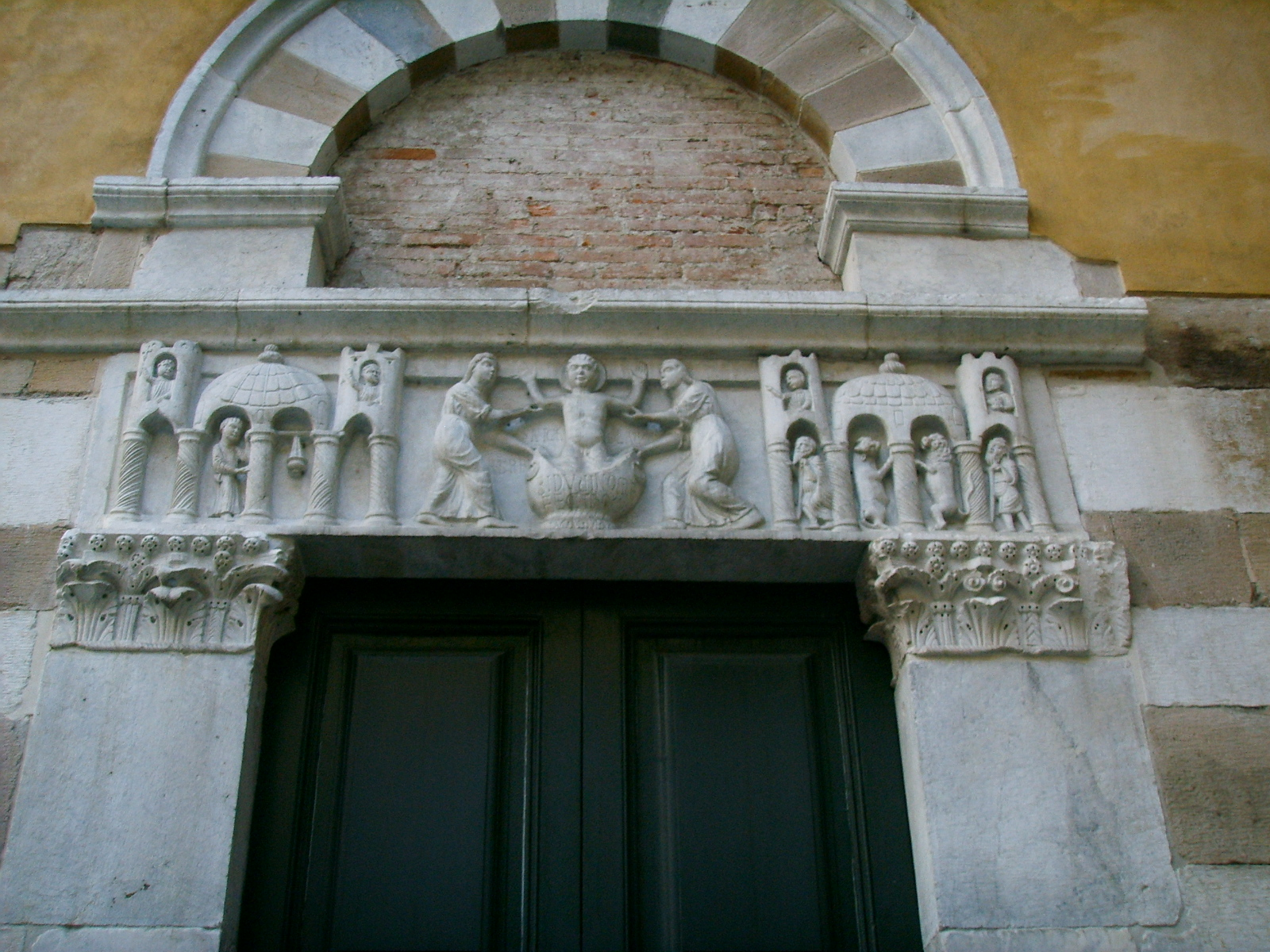
Architrave scolpito da Biduino sul fianco destro
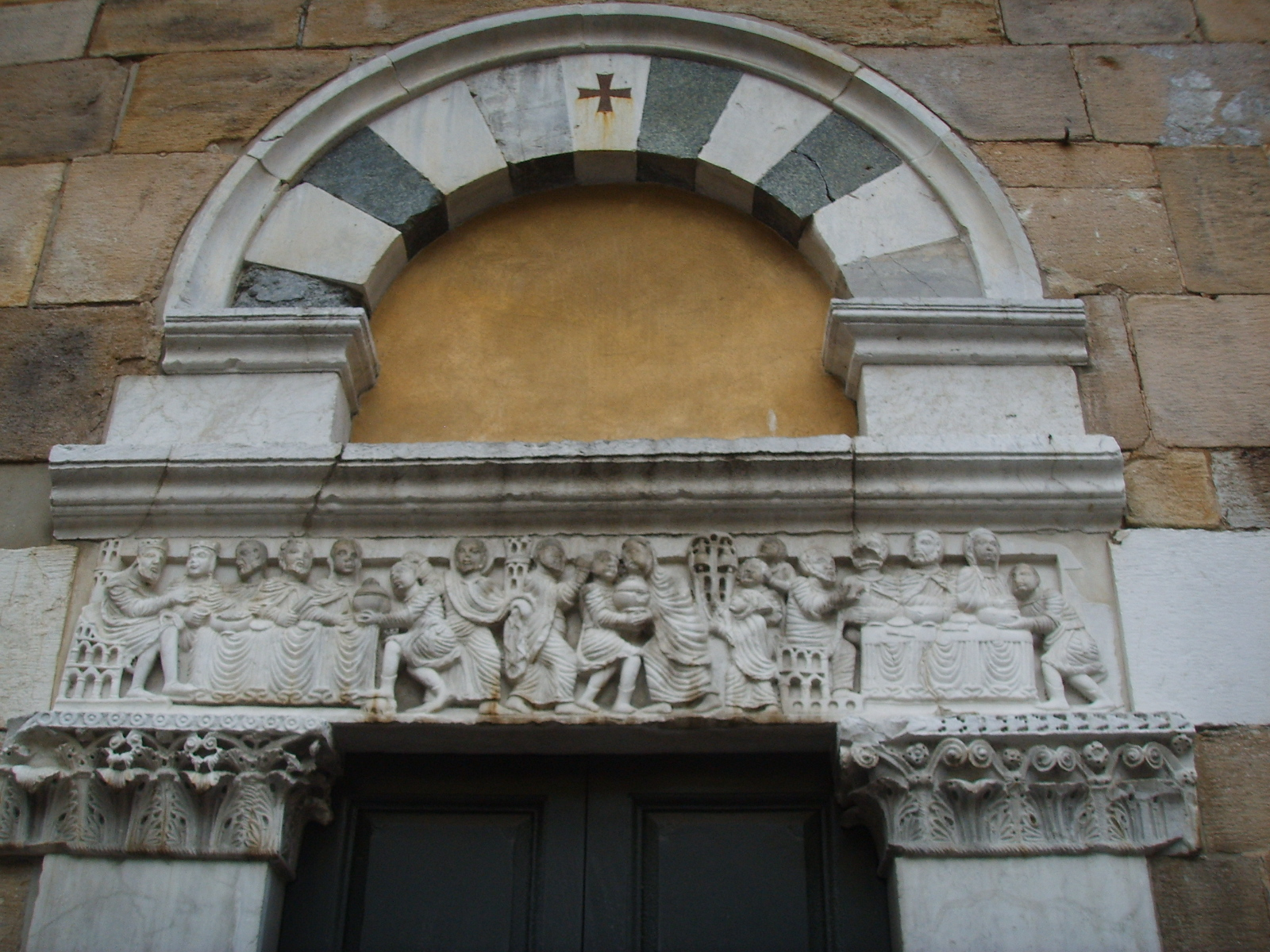
Architrave scolpito da Biduino in facciata
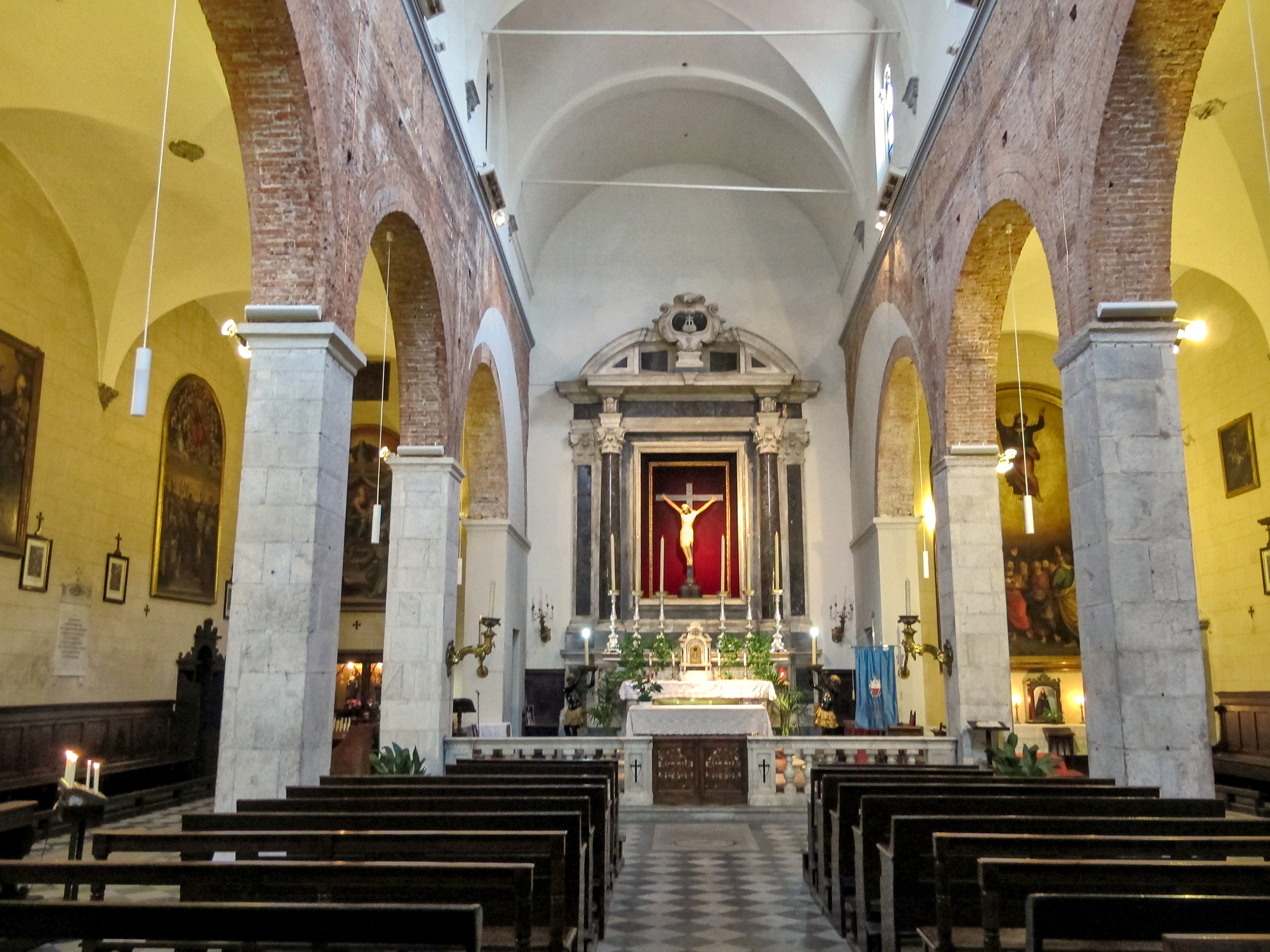
Interno
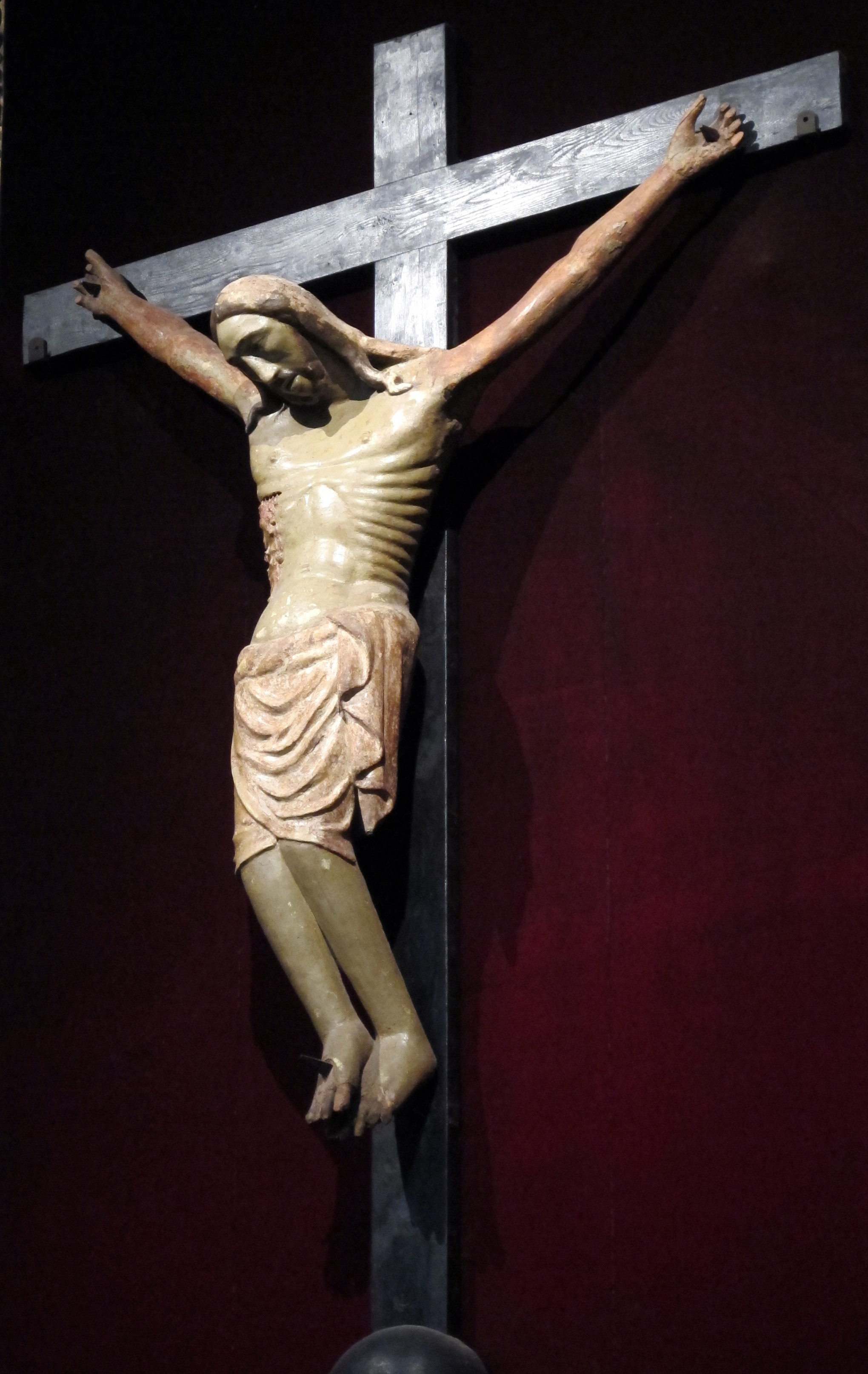
Crocifisso del XIV secolo
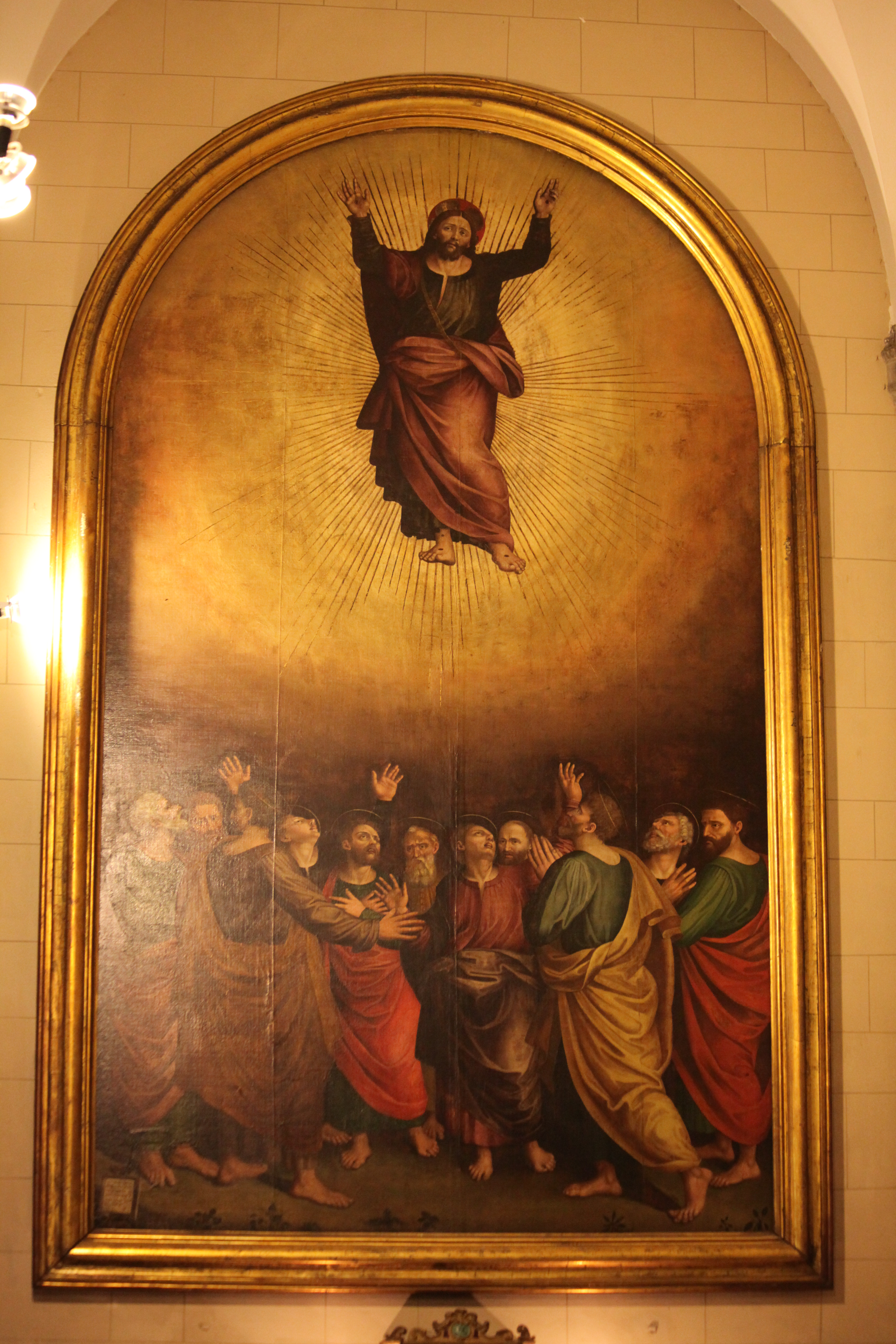
Ascensione di Cristo dello Zacchia (1561)